# Decauville-Waldbahn Gariglione–Differenze
| Breda-Dampflok der Agira-Klasse |                     |                                         |                                         |
| Streckenlänge: | 40 km               |                                         |                                         |
| Spurweite: | 500 mm (Schmalspur) |                                         |                                         |
| |                     |                                         |                                         |
| \| \| \| Bosco del Monte Gariglione \| \| \| \| \| Temporär verlegte Zweigstrecken \| \| \| \| \| \| \| \| \| \| \| \| \| \| \| Seilbahnstation Differenze 1573 m ü. M. \| \| \| \| \| Materialseilbahn \| \| \| \| \| Seilbahnstation Foresta 310 m ü. M. \| \| \| \| \| Mesoraca Crotone – Petilia Policastro \| \| |                     |                                         |                                         |
| |                     | Bosco del Monte Gariglione              |                                         |
| Strecke (außer Betrieb) |                     | Temporär verlegte Zweigstrecken         | Temporär verlegte Zweigstrecken         |
| Strecke nach links (außer Betrieb) · Abzweig geradeaus und von rechts (Strecke außer Betrieb) |                     |                                         |                                         |
| Strecke (außer Betrieb) |                     |                                         |                                         |
| Bahnhof (Strecke außer Betrieb) |                     | Seilbahnstation Differenze 1573 m ü. M. | Seilbahnstation Differenze 1573 m ü. M. |
| |                     | Materialseilbahn                        |                                         |
| Kopfbahnhof Streckenende (Strecke außer Betrieb) |                     | Seilbahnstation Foresta 310 m ü. M.     | Seilbahnstation Foresta 310 m ü. M.     |
| Bahnhof quer (Strecke außer Betrieb) |                     | Mesoraca Crotone – Petilia Policastro   | Mesoraca Crotone – Petilia Policastro   |

Die Decauville-Waldbahn Gariglione–Differenze (italienisch: Ferrovia Forestale Decauville Gariglione–Differenze) war eine von 1928 bis in die 1950er Jahre mit Breda-Dampflokomotiven betriebene, etwa 40 km lange Schmalspur-Waldbahn mit 500 mm Spurweite in Kalabrien, Italien.

## Lage
Die Wälder im Silamassiv und des dort liegenden Monte Gariglione in Kalabrien sind seit dem Altertum für die Rodung von Buchen- und Nadelholz bekannt. Aus diesem Waldgebiet führte die Schmalspurbahn zum Ort Differenze in der Region des Sila Piccola, von wo aus eine Materialseilbahn zum Bahnhof Mesoraca an der heute stillgelegten Bahnstrecke Crotone – Petilia Policastro mit 950 mm Spurweite führte.

## Geschichte
Die Wälder auf dem Monte Gariglione waren bis 1876 Staatsbesitz. Anschließend wurde das Territorium aufgeteilt: einige Teile wurden an die Gemeinden verkauft, andere an Privatpersonen. In der zweiten Hälfte der 1910er Jahre sicherte sich ein deutsches Unternehmen, wie in anderen Waldgebieten, die Konzession zur Nutzung, indem es verschiedene Arbeiten durchführte, die aufgrund des Ausbruchs des Ersten Weltkriegs unterbrochen wurden. Mitte der zwanziger Jahre erhielt die Società Forestale Meridionale (SO.FO.ME.) die industriellen Holzfällungsrechte durch den Bau der entsprechenden Infrastruktur. Sie baute eine Seilbahn von Differenze in 1573 m ü. M. nach Foresta auf 310 m ü. M., wo ein großes Holzfällerdorf entstand. Gleichzeitig baute die mediterran-kalabrische Lucane die Crotone-Petilia Policastro-Eisenbahn, in deren Bahnhof in Mesoraca das Schnittholz auf die Wagen geladen wurde, um es zum Hafen von Crotone zu transportieren.
Auf dem Plateau, wurden Decauville-Gleise verlegt, um die Langholz-Stämme aus Buche, Kiefer und Tanne zu transportieren. Die Rodung wurde auch während des Zweiten Weltkriegs fortgesetzt. Während des Krieges wurde das Netzwerk der Schmalspurbahn erweitert und auf neuen Arbeitsbereich ausgedehnt. Die Waldbahn stellte ihre Tätigkeit in der Nachkriegszeit, in den 1950er Jahren, ein.

## Gleise
Das Gleisnetz der Bahn, das mit verschiedenen Abzweigungen zu seiner Blütezeit eine Länge von ca. 40 km erreichte, war in der von Decauville entwickelten Bauart mit einer Spurweite von 500 mm ausgeführt. Es handelte sich um fliegendem Gleis aus vorgefertigten 5 m langen Gleisjochen aus Vignolschienen auf Stahlschwellen.

## Schienenfahrzeuge
Die Traktion erfolgte durch holzgefeuerte Dampflokomotiven der der Agira-Klasse von Breda. Diese hatten zwei Achsen und einen konischen Funkenfänger im Rauchfang. Die eisernen Flachloren waren einfach gebaut.